# Южный Парк (5-й сезон)
Пятый сезон американского анимационного телесериала «Южный Парк» впервые транслировался в США на телеканале Comedy Central с 20 июня по 12 декабря 2001 года.

## Актёрский состав

### Основной состав
- Трей Паркер — Стэн Марш / Эрик Картман / Рэнди Марш / мистер Гаррисон / Клайд Донован / мистер Хэнки / мистер Маки / Стивен Стотч / Джимми Волмер / Тимми Барч / Филлип
- Мэтт Стоун — Кайл Брофловски / Кенни Маккормик / Баттерс Стотч / Джеральд Брофловски / Стюарт Маккормик / Крэйг Такер / Джимбо Керн / Терренс / Иисус / Пип Пиррип
- Элиза Шнайдер — Лиэн Картман / Шелли Марш / Шерон Марш / мэр Мэкдэниэлс / миссис Маккормик / Венди Тестабургер / директриса Виктория / мисс Крабтри
- Мона Маршалл — Шейла Брофловски / Линда Стотч
- Айзек Хейз — Шеф

### Приглашённые звёзды
- Том Йорк, Джонни Гринвуд, Колин Гринвуд, Эд О’Брайен и Фил Селуэй в роли самих себя[1]

## Эпизоды
| № общий | № в сезоне | Название                                                                            | Режиссёр    | Автор сценария | Дата премьеры   | Произв. код |
| --- | ---------- | ----------------------------------------------------------------------------------- | ----------- | -------------- | --------------- | ----------- |
| 66 | 1          | «Большая общественная проблема» «It Hits the Fan»                                   | Трей Паркер | Трей Паркер    | 20 июня 2001    | 502         |
| Друзья вместе с Шефом должны прекратить распространение слова «говно», так как, если постоянно публично его произносить, люди по неизвестной причине заболевают и умирают.                                                       |            |                                                                                     |             |                |                 |             |
| 67 | 2          | «Бой калек» «Cripple Fight»                                                         | Трей Паркер | Трей Паркер    | 27 июня 2001    | 503         |
| Большой Эл-гомосек становится вожатым у скаутов. Тимми ревнует друзей к другому физически неполноценному — Джимми и дерётся с ним.                                                                                               |            |                                                                                     |             |                |                 |             |
| 68 | 3          | «Суперлучшие друзья» «Super Best Friends»                                           | Трей Паркер | Трей Паркер    | 4 июля 2001     | 504         |
| В Южном Парке начинает действовать опасный культ. Стэн, Иисус и его товарищи — команда супергероев должны спасти сторонников секты.                                                                                              |            |                                                                                     |             |                |                 |             |
| 69 | 4          | «Скотт Тенорман должен умереть» «Scott Tenorman Must Die»                           | Эрик Стоф   | Трей Паркер    | 11 июля 2001    | 501         |
| Старшеклассник Скотт Тенорман выставляет Эрика Картмана на посмешище, продав ему свои лобковые волосы. Тот решает жестоко отомстить.                                                                                             |            |                                                                                     |             |                |                 |             |
| 70 | 5          | «Терренс и Филлип: обратная сторона успеха» «Terrance and Phillip: Behind the Blow» | Трей Паркер | Трей Паркер    | 18 июля 2001    | 505         |
| Друзья пытаются помирить Терренса и Филлипа, чтобы те могли выступить на фестивале Дня Земли в Южном Парке. |            |                                                                                     |             |                |                 |             |
| 71 | 6          | «Картманлэнд» «Cartmanland»                                                         | Трей Паркер | Трей Паркер    | 25 июля 2001    | 506         |
| У Кайла — смертельно опасный геморрой. Он начинает терять веру в Бога, когда Картман получает наследство в миллион долларов и покупает собственный парк аттракционов.                                                            |            |                                                                                     |             |                |                 |             |
| 72 | 7          | «Правильное использование презерватива» «Proper Condom Use»                         | Трей Паркер | Трей Паркер    | 1 августа 2001  | 507         |
| Школа вынуждена преподавать половое воспитание в младших классах после того, как мальчики стали «доить» собак. Но дети неправильно понимают новую информацию.                                                                    |            |                                                                                     |             |                |                 |             |
| 73 | 8          | «Полотенчик» «Towelie»                                                              | Трей Паркер | Трей Паркер    | 8 августа 2001  | 508         |
| Для того, чтобы вернуть свою игровую приставку, друзьям надо решить проблему с живым полотенцем, за которым охотятся военные и учёные.                                                                                           |            |                                                                                     |             |                |                 |             |
| 74 | 9          | «У Усамы бен Ладена вонючие штаны» «Osama bin Laden Has Farty Pants»                | Трей Паркер | Трей Паркер    | 7 ноября 2001   | 509         |
| Город охватывает массовая паника из-за терроризма. Стэну присылают козла из Афганистана, и тот решает вернуть его домой. |            |                                                                                     |             |                |                 |             |
| 75 | 10         | «Как питаться с помощью задницы» «How to Eat with Your Butt»                        | Трей Паркер | Трей Паркер    | 14 ноября 2001  | 510         |
| Картман публикует весьма своеобразную фотографию Кенни на пакетах с молоком. Семья из другого штата, страдающая редкой болезнью, принимает Кенни за своего пропавшего сына.                                                      |            |                                                                                     |             |                |                 |             |
| 76 | 11         | «Сущность» «The Entity»                                                             | Трей Паркер | Трей Паркер    | 21 ноября 2001  | 511         |
| В Южный Парк приезжает двоюродный брат Кайла, которого тоже зовут Кайл. Мистера Гаррисона достают авиакомпании, и он решает изобрести собственный вид транспорта.                                                                |            |                                                                                     |             |                |                 |             |
| 77 | 12         | «Приходят соседи» «Here Comes the Neighborhood»                                     | Эрик Стоф   | Трей Паркер    | 28 ноября 2001  | 512         |
| Токена все дразнят, потому что он богатый. Тогда он приглашает богатые семьи в Южный Парк, причём все они оказываются чёрными.                                                                                                   |            |                                                                                     |             |                |                 |             |
| 78 | 13         | «Кенни умирает» «Kenny Dies»                                                        | Трей Паркер | Трей Паркер    | 5 декабря 2001  | 513         |
| Кенни вот-вот умрёт от редкой мышечной болезни. Картман под предлогом спасения Кенни добивается от Конгресса США легализации стволовых клеток, однако вместо помощи умирающему другу строит с помощью стволовых клеток пиццерию. |            |                                                                                     |             |                |                 |             |
| 79 | 14         | «Собственный эпизод Баттерса» «Butters’ Very Own Episode»                           | Эрик Стоф   | Трей Паркер    | 12 декабря 2001 | 514         |
| Семья Баттерса рушится накануне годовщины, но он сам не понимает, что происходит. Линда Стотч пытается убить своего сына, а затем и себя, но в итоге всё заканчивается хорошо.                                                   |            |                                                                                     |             |                |                 |             |